# Lesní železnice Sučany–Struháreň
Lesní železnice Sučany–Struháreň měla rozchod 760 mm, existovala v letech 1917–1965. Sloužila na svoz dřeva z Kantorské doliny a ze Struhárně (Révayovské doliny) v severozápadní části Velké Fatry.
Trať začínala na Struhárni a na Kantorské louce pod Turčianskou větví hlavního velkofatranského hřebene, spojovala se na Kapli a vedla přes Sklabinský Podzámok a Turčianskou Štiavničku a končila v Sučanech při Prefě, kde bylo překladiště.
Lesní železnice patřila Ladislavu Revaiovi, odbočka do Kantorské doliny patřila Urbáru Martin.

## Dnešní stav
Průmyslový areál u trati se po zrušení úzkokolejky rozrostl, vlečka byla prodloužena až k oblouku trati. Těleso úzkokolejky posloužilo pro oplocení areálu. V dalším průběhu je sledovatelný souběh tohoto normálně rozchodného tělesa staré jednokolejky. Po překročení Kantorského potoka se jejich trasy rozcházejí, v místě jsou dochovány opěry obou mostů po stranách silničního mostu. Také zůstaly opěry mostu přes staré koryto Podhradského potoka za cestou na Podhradie. 
Pak je ještě trochu viditelné těleso na pravém břehu Kantorského potoka (cesta na levém břehu) a to je na delší dobu všechno. Za Turčianskou Štiavničkou využila těleso úzkokolejky cesta, i s levobřežní úsekem pod zříceninou hradu Sklabiňa. V Sklabinském Podzámku pokračovala železnice po levém břehu asi o 200 metrů delší než asfaltka, volný pruh pod svahem a umístění někdejšího mostu jsou zřejmé. Na konci obce trasa počtvrté přechází Kantorský potok a vstupuje na zarostlý levý břeh. Ale není tu nic k vidění, těžko kousek násypu u dalšího bývalého mostu za úrovní myslivny Marshallovy, kde se trať vracela na pravý břeh. Asfaltová cesta mezi tím prochází kolem myslivny výše v svahu, pak klesá zpět a za rozšířeným prostranstvím s bývalým nákladišť opět využívá tělesa železnice. 
O několik set metrů dál, ještě před překonáním přítoku zpod Kľaku, v kilometru 9,6 Kaplna se nacházela odbočka. Po pravé straně silnice se zde dochoval kus násypu Urbárské tratě zarostlý statnými smrky, přes to stále s jamkami po pražcích. Za mostem přes přítok, těleso pod silnicí krátce pokračuje, zároveň se na opačné straně silnice objevuje zarostlý násep trati na Struháreň. 
V Kantorskej dolině, dnes opět majetku martinského urbáru, prakticky žádné pozůstatky dávno zrušené tratě nenajdete, i když její těleso využila současná lesní cesta jen zčásti. Jen ve středním úseku je na opačném (pravém) břehu potoka patrná kamenná rovinka. I tak jsou zničeny stopy po druhé větvi; na Struhárni v místě výhybny a nákladního se nachází dřevařská manipulační plocha. Pokud půjde někdo dál údolím po žluté turistické značce (vede na Kľak, vrch s výborným rozhledem), po jednom a tři čtvrtě kilometru narazí na starou rampu na levé straně silnice ve značném sklonu, kde zřejmě lesní železnice kdysi končila.

## Technické parametry
- Rozchod: 760 mm
- Délka: 13 km po druhé světové válce 11,4 km
- Stoupání: 70 ‰
- Nejmenší poloměr oblouku: 40 m[3]

## Hnací vozidla
Jedna parní lokomotiva Orenstein & amp; Koppel (výr. č. 8198) se třemi nápravami s přezdívkou Lujza zde sloužila do roku 1946, pak byla převezena na lesní železnici Vigla a odtud do středoslovenských skláren v Zlatne. 
Po roce 1946 přibyla dieselová lokomotiva Gébus typ BN30, která zde sloužila do ukončení provozu.

## Hnaná vozidla
10 párů vozů na dřevo, 6 vozů na štěrk, 1 krytý vůz, 2 výpomocné vozy.

## Významné události
- Konec lesní železnice nastal v roce 1965, protože těžba dřeva klesala
- Depo bylo v Turčianské Štiavničke
- Výhybky byly v Sučanech v Struhárni a na Horním potoce pak ještě na Kantorskej louce
- Železnice pomáhala při obnově obce Sklabinský Podzámok, která byla během SNP vypálena